# Виллафранкский мир
Виллафранкское перемирие — перемирие, заключенное 11 июля 1859 года в Виллафранке в ходе австро-итало-французской войны, когда после поражения при Сольферино, нанесенного австрийцам императором Наполеоном III, Австрия увидела себя не в состоянии бороться с соединенными силами Франции и Пьемонта. Согласно условиям этого мира император австрийский Франц-Иосиф уступил Ломбардию по рекам По и Минчио Франции, а затем Наполеон III передал её королю сардинскому Виктору-Эммануилу в обмен за Ниццу и Савойю, отошедшие к Франции.
Представители Сардинского королевства даже не были приглашены в Виллафранку. Тем не менее, этот мир положил начало национальному объединению Италии под главенством Пьемонта.